# شهرستان جاسپر (میزوری)
شهرستان جاسپر، میزوری (به انگلیسی: Jasper County, Missouri) یک سکونتگاه مسکونی در ایالات متحده آمریکا است که در میزوری واقع شده‌است.